# Pinta (software)
Pinta (šp. maluj) je jednoduchý editor rastrových obrázků pro Linux inspirovaný programem Paint.NET. Je napsána v jazyce C# a používá toolkit GTK+, knihovnu cairo a části zdrojového kódu Paint.NET (úpravy a efekty). Snaží se nabídnout jednodušší alternativu ke GIMPu v prostředí GNOME. Byl vytvořena Jonathanem Pobstem ze společnosti Novell v únoru 2010. Jedná se o otevřený software dostupný pod licencí MIT X11.
Pinta nabízí základní funkce rastrového editoru, jako je např. práce se štětcem, tvorba barevných ploch a přechodů a tvorba jednoduchých geometrických obrazců. Dále obsahuje pro některé jednodušší editory netypické funkce, jako je práce s vrstvami, grafické filtry, neomezená historie nebo možnost libovolně si přeskupit ovládací prvky.